# Hyrynjärvi
Hyrynjärvi är en sjö i Finland. Den ligger i kommunen Hyrynsalmi i landskapet Kajanaland, i den centrala delen av landet, 500 km norr om huvudstaden Helsingfors. Hyrynjärvi ligger 156,4 meter över havet. Den är 23,52 meter djup. Arean är 18,02 kvadratkilometer och strandlinjen är 48,51 kilometer lång. Sjön  ingår i Uleälvens huvudavrinningsområde.   
I övrigt finns följande i Hyrynjärvi:
- Vuorisaari (en ö)